# .kz
‎.kz‏ دامنه اینترنتی اختصاص داده شده به کشور قزاقستان است.